# 볼프스베르거 AC
볼프스베르거 AC(Wolfsberger AC)는 오스트리아 케른텐주 볼프스베르크의 축구 클럽으로 현재는 오스트리아 분데스리가에 참가하고 있다. 
구단 창단 후 계속해서 하위 리그에 머물다 2011–12 에르스테 리가에서 우승을 차지하며 클럽 역사상 처음으로 오스트리아 분데스리가로 승격되었다. 2007-08 시즌부터 1부 리그 승격전까지 같은 지역팀인 SK 세인트 안드레아의 조직에 편입되어 WAC/세인트 안드레아로 활동했었다. 현재는 2014-15시즌부터 스폰서의 영향으로 RZ 펠레츠 WAC로 부르고 있다.
1부 리그 승격 후 2015-16 시즌 UEFA 유로파리그 2차 예선에 진출해서 벨라루스의 FC 샤흐툐르 살리호르스크와 만나 종합 스코어 3:0으로 승리하며 3차 예선에 올라 독일의 보루시아 도르트문트에 종합 스코어 0:6으로 패배하며 탈락했다. 2018-19시즌은 리그를 3위로 마무리하며 구단 역사상 처음으로 UEFA 유로파리그 진출권을 따냈다. 볼프스베르크는 이탈리아의 AS 로마, 독일의 보루시아 묀헨글라드바흐, 터키의 이스탄불 바샥셰히르 등 유럽의 강호들과 함께 이른바 죽음의 조인 J조에 속하며 어려운 경기들을 예상했지만 조별리그 1차전에서 보루시아 묀헨글라드바흐와의 원정경기를 4:0으로 승리하며 이변을 기록했다. 이후 AS 로마와의 홈&원정 경기를 모두 비기며 선전했으나 다른 팀과의 격차를 이기지 못하며 1승2무2패로 J조 4위를 기록하며 대회를 마무리했다.이번 2020-21년
유로파리그 32강은 우리와 익숙한 손흥민 선수의 소속팀인 토트넘 홋스퍼 FC와 붙게되었다.

## 선수 명단

### 현역
참고: FIFA 자격 규정에 따라 소속된 국가대표팀 국기를 표시합니다. 선수는 복수의 FIFA 비회원국 국적을 가지고 있을 수 있습니다.
| 번호 | 포지션 | 국적     | 이름          |
| ---- | ------ | -------- | ------------- |
| 2    | DF     | 세르비아 | 보리스 마티치 |
| 20   | MF     | 세르비아 | 데얀 주키치   |

| 번호 | 포지션 | 국적 | 이름 |
| ---- | ------ | ---- | ---- |

## 역대 감독
| 감독      | 임기        |
| --------- | ----------- |
| 로빈 두트 | 2021 ~ 2023 |